# Jałowicze
Jałowicze, Jełowicze (ukr. Яловичі) – wieś wołyńska na Ukrainie w rejon młynowskim obwodu rówieńskiego.

15 km. na południowy wschód Łucka leżą na prawym brzegu Styru Jałowicze. Kościół barokowy podominikański, fundowany w 1669 przez Samuela Dołmat-Isajkowskiego, sędziego ziemskiego łuckiego, po kasacie klasztoru zamieniony na parafialny. Jełowicze razem z graniczną włością  Bożeńcem należały w XIV i XV w. do rodziny Jełowickich, która od tych posiadłości przyjęła w XIV w. nazwisko Bożeńców Jełowickich.

## Zabytki
- obronny zamek - wybudowany w XV w. W XVII w. pozostałości zamku przebudowano na klasztor oo. dominikanów, a następnie fragmenty klasztornych murów na plebanię[3].